# Conexión equipotencial

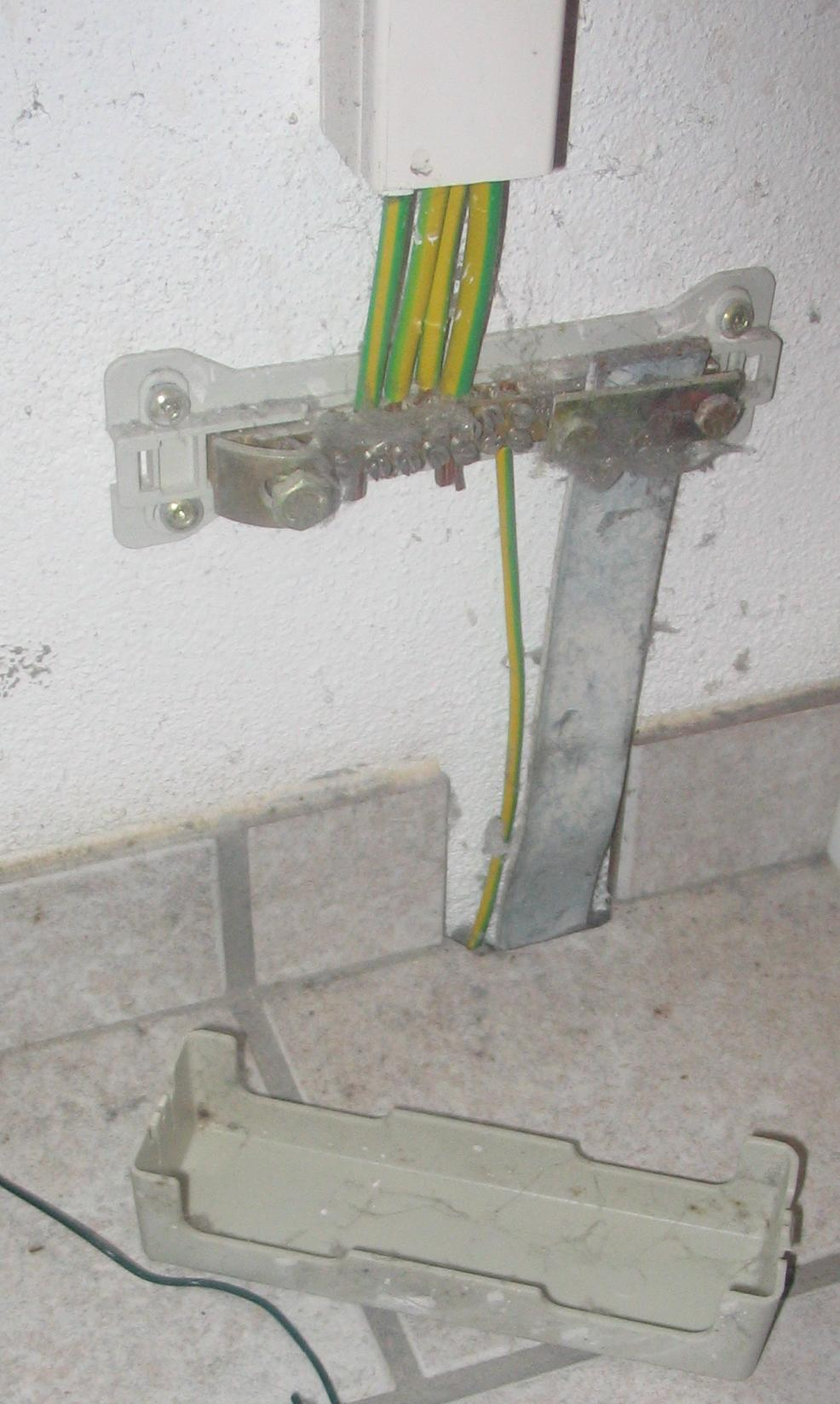
Conexión equipotencial a una barra a tierra

Conexión equipotencial es la práctica de conectar eléctricamente, de forma intencionada, todas las superficies metálicas expuestas que no deban transportar corriente, como protección contra descargas eléctricas accidentales. Según el Código Eléctrico Nacional de Venezuela (bajo FONDONORMA 200:1999), la conexión equipotencial es la unión permanente de partes metálicas para formar un trayecto eléctricamente conductivo que asegure la continuidad eléctrica y la capacidad para conducir con seguridad cualquier corriente impuesta.[cita requerida]
Bajo normas europeas, el diseño técnico para las conexiones equipotenciales, incluyendo dimensiones de las secciones transversales y los términos estandarizados en edificios y construcciones, surgen de la norma alemana DIN VDE 0100:540:2012-06.
El principio es muy sencillo. Si una falla eléctrica ocurre y existe una conexión equipotencial, todos los objetos metálicos en una estructura o una habitación están sustancialmente bajo el mismo potencial eléctrico. Incluso si la conexión a tierra se pierde, el ocupante estará protegido de diferencias de potencial bajo los elementos conectados.

## Definición
La norma 200:1999 de Fondonorma define este concepto como «unión permanente de partes metálicas para formar un trayecto eléctricamente conductivo que asegure la continuidad eléctrica y la capacidad para conducir con seguridad cualquier corriente impuesta». Es de destacar que es muy usado el vocablo bonding, proveniente del inglés, por lo que resaltan su uso en este mismo concepto.

## Importancia
Una persona que toque algún metal de un dispositivo eléctrico, mientras que esté en contacto con un objeto metálico conectado a tierra, está expuesto a un riesgo de descarga eléctrica, siempre y cuando el dispositivo tenga un fallo. Si todos los objetos metálicos están conectados poseerán el mismo potencial. Debido a esto, no será posible obtener una descarga eléctrica por el contacto a dos «tierras expuestas» al tocar varios objetos a la vez.
La conexión equipotencial no protege al equipo. Sin embargo, si  se conecta a la tierra no puede haber acumulación de energía eléctrica. Si la toma de tierra está unida a un elemento, está a cero potencial, por lo que todos los equipos conectados a este elemento también lo estarán.
Es de destacar que la razón principal de la conexión equipotencial es la seguridad personal, por lo que una persona que esté tocando dos equipos al mismo tiempo pero conectados equipotencialmente dejará de ser blanco de descargas al dejar de estar en potenciales diferentes.

## Conexión en edificaciones
La unión entre todos los elementos debe realizarse por medio de conductores eléctricos, tales como metal, líneas de agua, líneas de alcantarillado, líneas de gas (con pieza aislante) o aires acondicionados. A la vez deben unirse otras partes de la estructura, como tubos metálicos, calefacción o partes conductoras con fácil acceso a las personas, todo esto conectado a la barra de tierra principal.
La vinculación es especialmente importante para baños, piscinas y fuentes. Cualquier objeto metálico (no conductor del circuito de potencia) de un tamaño determinado debe estar unido para asegurar que todos los conductores no posean diferencia de potencial importante y no sean un camino conductor peligroso. Como ejemplo, en una piscina, con todos los elementos conductores unidos, es menos probable que la corriente eléctrica encuentre un camino a través de un nadador. En las piscinas de hormigón incluso las barras de refuerzo del hormigón deben ser conectadas al sistema de unión para asegurar que no hay gradientes de potencial peligrosas que se producen durante una falla.
De acuerdo con la norma europea DIN VDE 0100 700 (Grupo en habitaciones y áreas con riesgos especiales), se definen diversas áreas de vital importancia:
- Lugares que contienen una bañera o una ducha (sólo si no se da la unión protectora en el terminal de puesta a tierra principal) (DIN VDE 0100 701)
- Piscinas y similares (DIN VDE 0100 702)
- Áreas agrícolas y hortícolas (DIN VDE 0100 705)
- Áreas clínicas (DIN VDE 0100 710)
- Cuartos húmedos (que por lo general no incluyen duchas y baños internos) (DIN VDE 0100 3)
- Áreas de riesgo de incendios